# 南榆林乡 (朔州市)
南榆林乡，是中华人民共和国山西省朔州市朔城区下辖的一个乡镇级行政单位。

## 行政区划
南榆林乡下辖以下地区：
东村、下疃村、三泉村、东梁洼村、大莲花村、何庄村、泉子沟村、神武村、青钟村、芦子坝村、徐村、梁地村、保全庄村、野猪洼村、西村、辛寨村、寺台村、牛圈梁村、王化庄村、正峪村、南辛寨村、南白庄村、陈家窑村、下寨村、沙洼村和南磨石村。